# Suchedniów
Suchedniów là một thị trấn thuộc huyện Skarżyski, tỉnh Świętokrzyskie ở trung tâm Ba Lan. Thị trấn có diện tích 60 km². Đến ngày 1 tháng 1 năm 2011, dân số của thị trấn là 8635 người và mật độ 145 người/km².